# Монтаназо Ломбардо
Монтана̀зо Ломба̀рдо (на италиански: Montanaso Lombardo, на западноломбардски: Muntanas, Мунтаназ) е село и община в Северна Италия, провинция Лоди, регион Ломбардия. Разположено е на 83 m надморска височина. Населението на общината е 2274 души (към 2012 г.).